# Scaridium grande
Scaridium grande är en hjuldjursart som beskrevs av Segers 1995. Scaridium grande ingår i släktet Scaridium och familjen Scaridiidae. Inga underarter finns listade i Catalogue of Life.